# شرکت آبنبات فرارا
شرکت آبنبات فرارا (انگلیسی: Ferrara Candy Company) یک تولیدکننده آبنبات آمریکایی است که در شیکاگو ایلینوی واقع شده‌است و متعلق به گروه فریرو می‌باشد.